# Sclerocactus scheeri
Sclerocactus scheeri ist eine Pflanzenart in der Gattung Sclerocactus aus der Familie der Kakteengewächse (Cactaceae). Das Artepitheton ehrt den in Kew lebenden deutschen Händler und Pflanzenliebhaber Frederick Scheer. Englische Trivialnamen sind „Fishhook Cactus“, „Root Cactus“ und „Twisted-Rib Cactus“.

## Beschreibung
Sclerocactus scheeri wächst einzeln mit kugelförmigen bis zylindrischen, grünen bis blaugrünen Trieben die bei Durchmessern von 2,5 bis 10 Zentimeter Wuchshöhen von 2,5 bis 15 Zentimetern erreichen. Es sind etwa 13 Rippen vorhanden, die gehöckert sind. Die drei bis vier kräftigen Mitteldornen sind gräulich oder weißlich und 2 bis 5 Zentimeter lang. Einige von ihnen sind abgeflacht. Die elf bis 18 ausgebreiteten, geraden, nadeligen Randdornen sind weißlich oder gelblich. Sie weisen eine Länge von 8 bis 10 Millimeter auf.

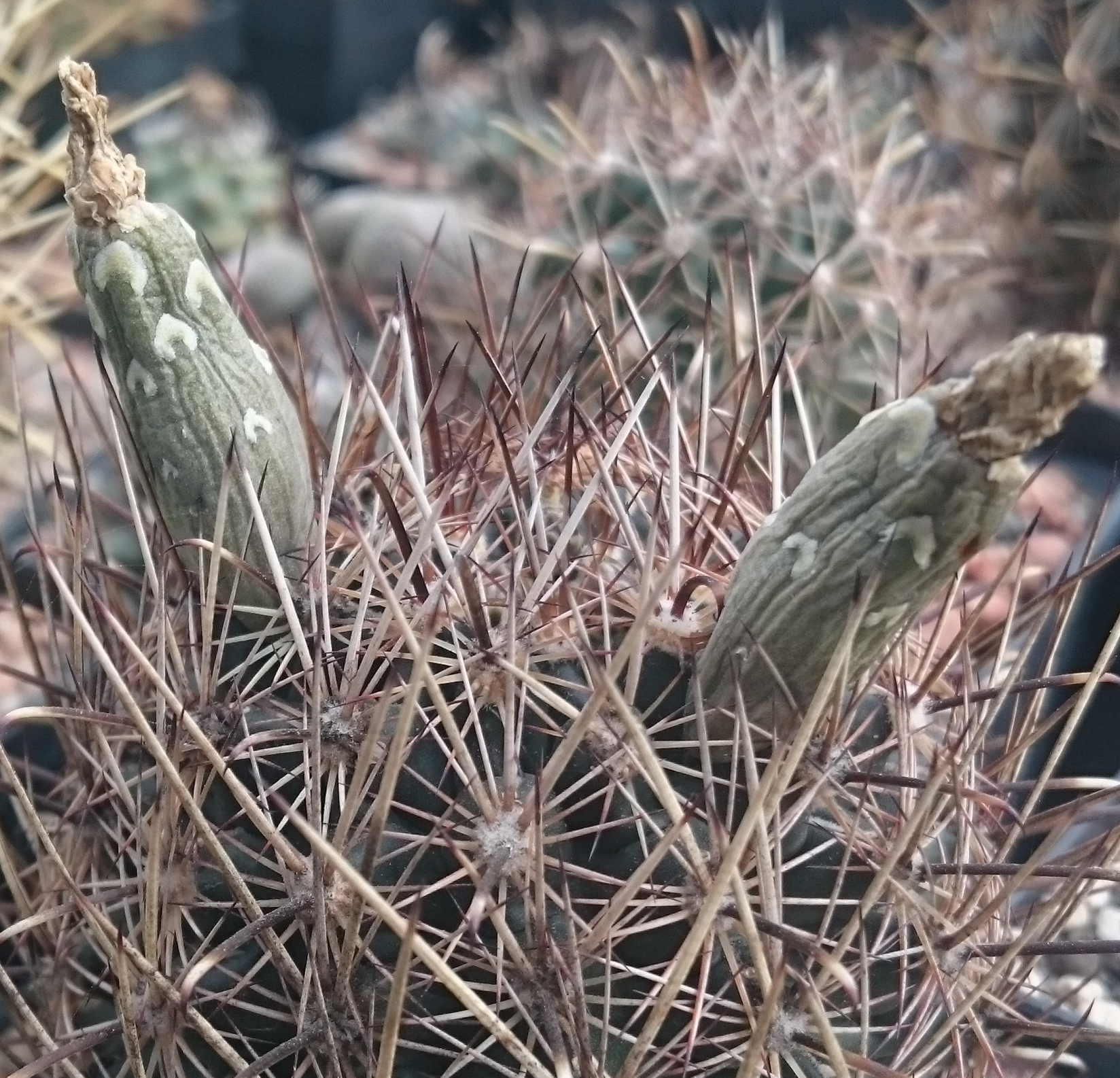
Früchte

Die unauffälligen Blüten sind grünlich und erscheinen aus den Furchen der Areolen. Sie sind 2 bis 3 Zentimeter lang und weisen einen Durchmesser von 1 bis 3 Zentimeter auf. Die Früchte sind grün.

## Verbreitung, Systematik und Gefährdung
Sclerocactus scheeri ist im Süden von Texas sowie in den mexikanischen Bundesstaaten Coahuila, Nuevo León und Tamaulipas verbreitet.
Die Erstbeschreibung als Echinocactus scheeri erfolgte 1850 durch Joseph zu Salm-Reifferscheidt-Dyck. Nigel Paul Taylor stellte sie 1987 in die Gattung Sclerocactus. Synonyme sind Ancistrocactus scheeri (Salm-Dyck) Britton & Rose, Ferocactus scheeri (Salm-Dyck) N.P.Taylor und Pediocactus scheeri (Salm-Dyck) Halda.
In der Roten Liste gefährdeter Arten der IUCN wird die Art als „Least Concern (LC)“, d. h. als nicht gefährdet geführt.

## Nachweise